# St. Louis County (Minnesota)
St. Louis County is een county in de Amerikaanse staat Minnesota.
De county heeft een landoppervlakte van 16.123 km² en telt 200.528 inwoners (volkstelling 2000). De hoofdplaats is Duluth.

## Bevolkingsontwikkeling

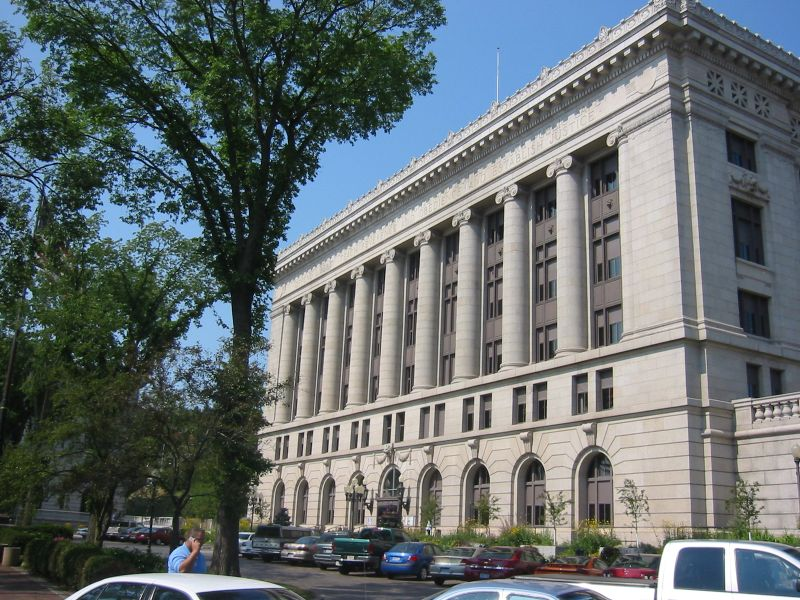
St. Louis County Courthouse